# Harrogate (Tennessee)
Pour les articles homonymes, voir Harrogate.
Harrogate est une municipalité américaine située dans le comté de Claiborne au Tennessee. Selon le recensement de 2010, Harrogate compte 4 389 habitants, ce qui en fait la ville la plus peuplée du comté.

## Géographie
Selon le Bureau du recensement des États-Unis, la municipalité s'étend sur 7,63 milles carrés (19,76 km2).

## Histoire
La station de vacances de Harrogate est fondée en 1888 et nommée en référence à la ville anglaise de Harrogate. Alexander Arthur (dirigeant de la American Association Ltd.) y ouvre un hôtel Four Seasons et un sanatorium en 1892. Le complexe ferme l'année suivante, mais Arthur reconvertit la ville en cité minière. Harrogate devient une municipalité en 1993.

## Éducation
Harrogate accueille la Lincoln Memorial University (en).

La Lincoln Memorial University
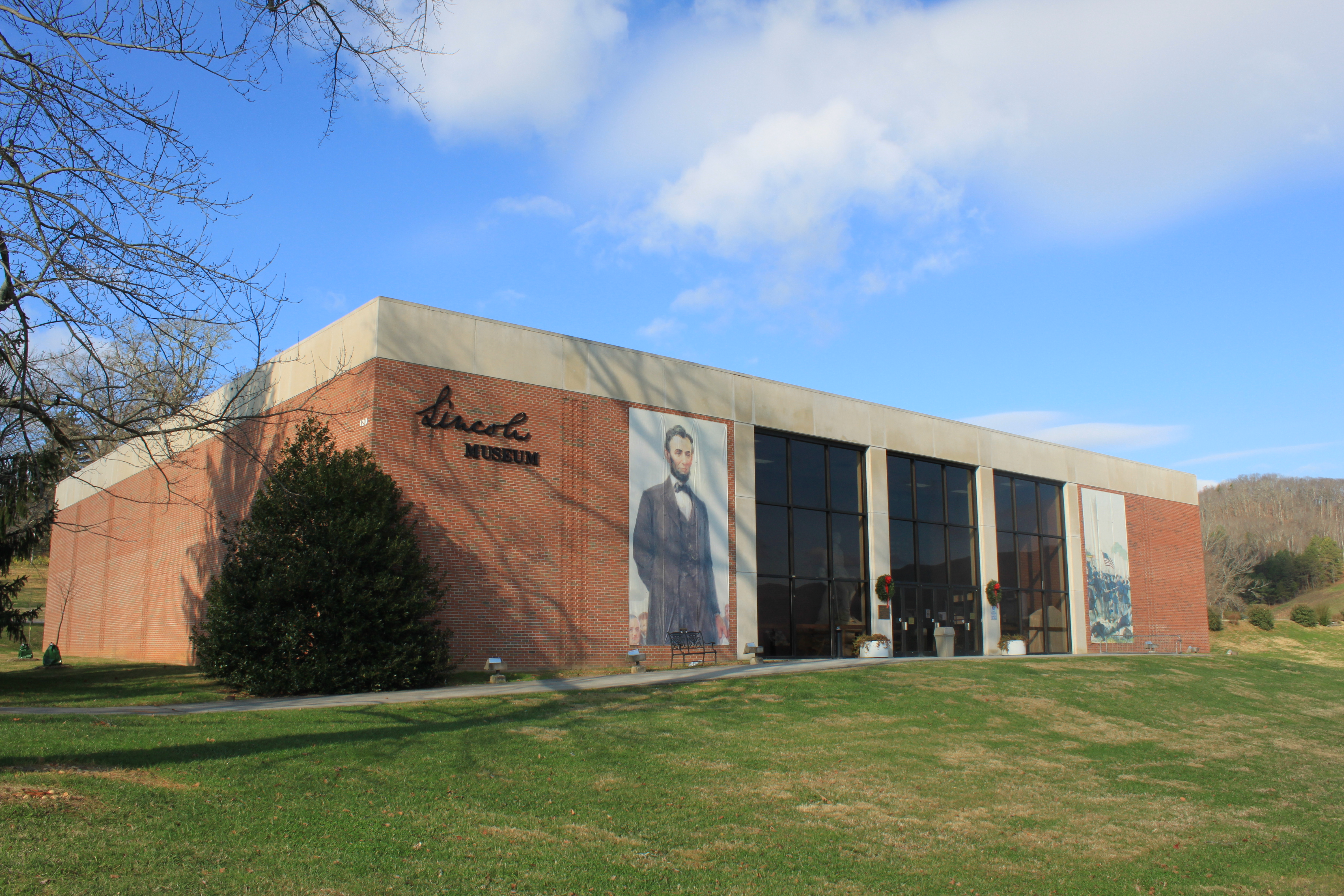
Le musée Lincoln
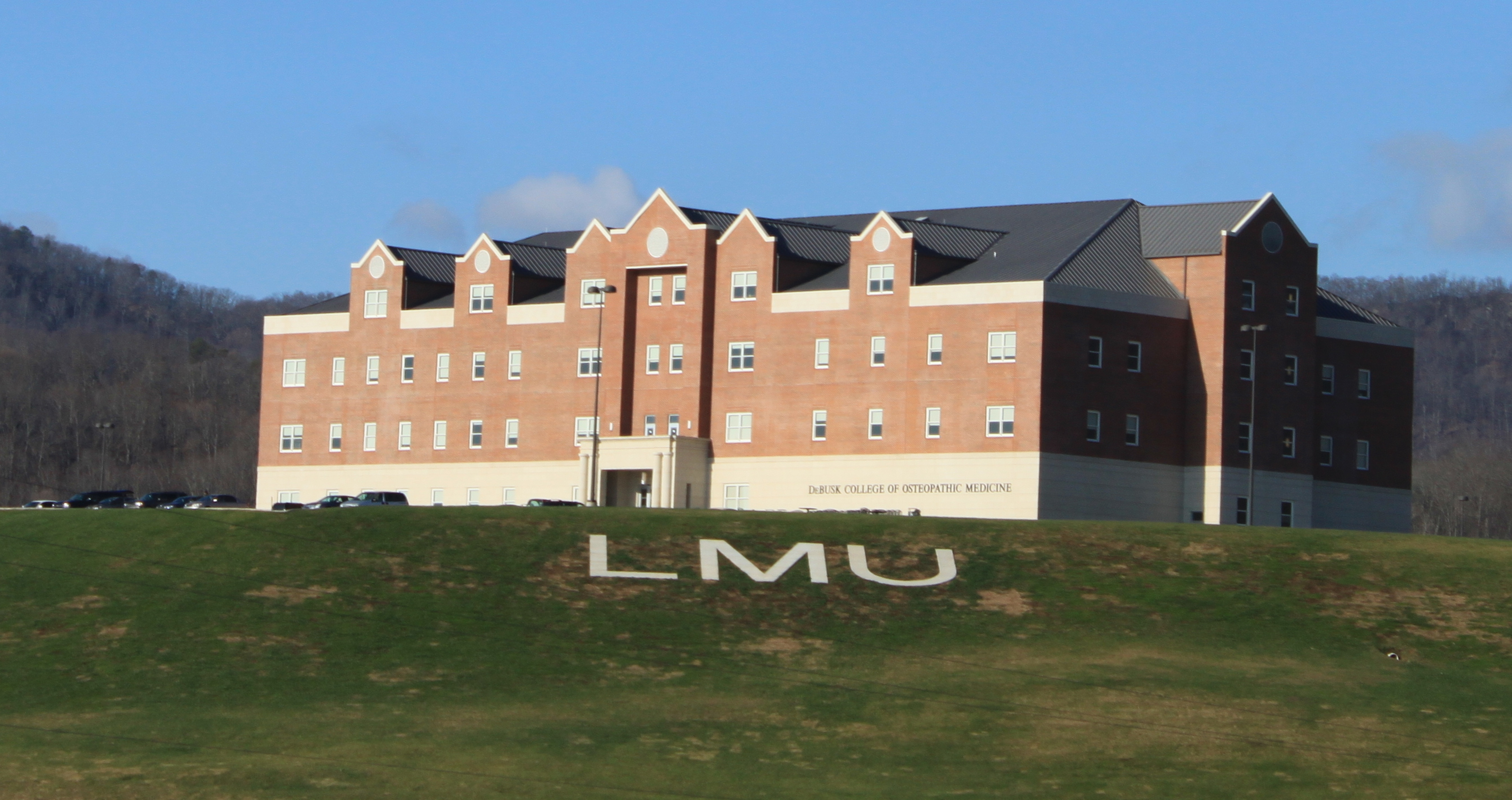
Le DeBusk College
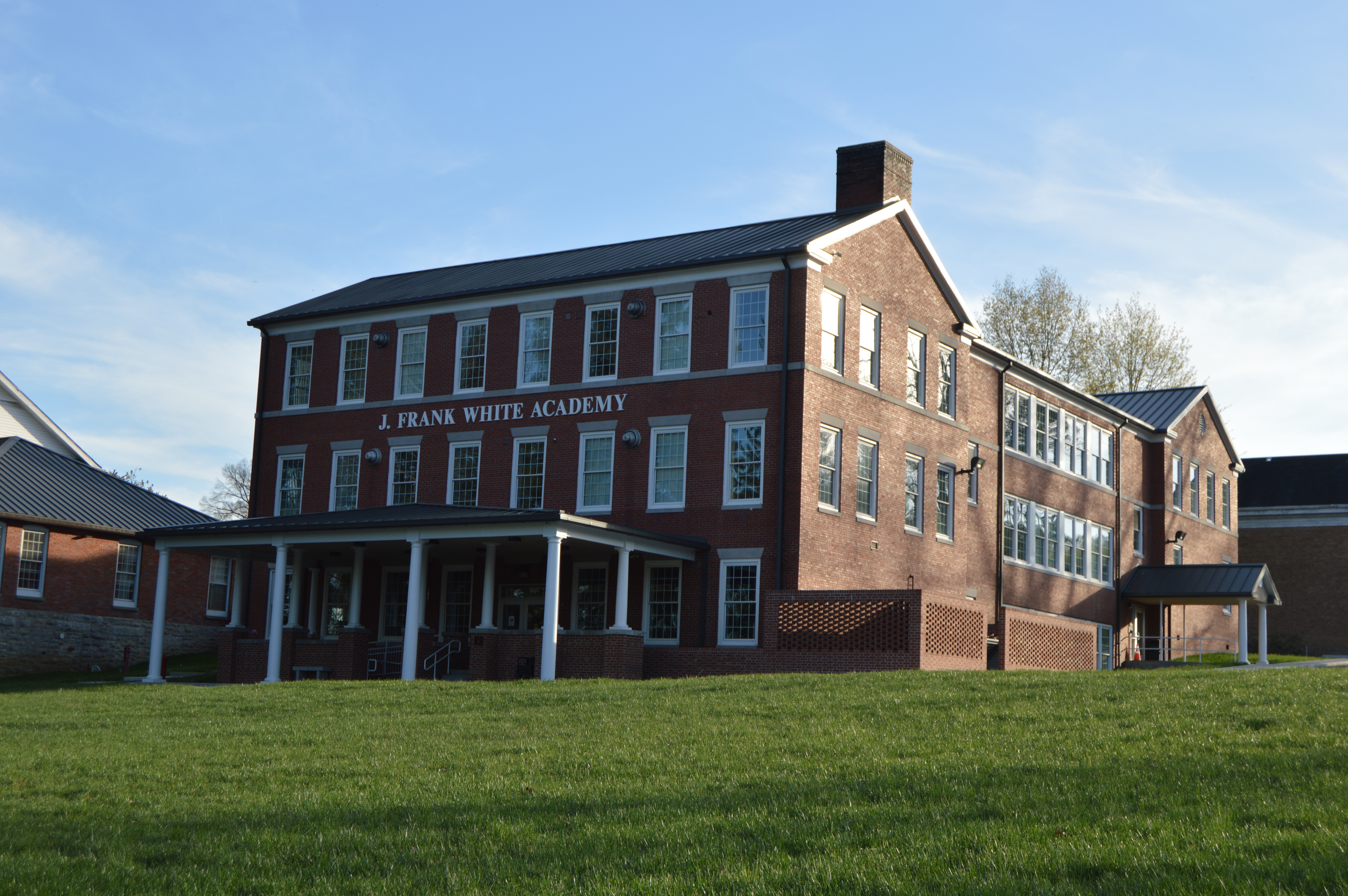
La J. Frank White Academy